# José Rafael Guerra
José Rafael Guerra (Aspe, provincia de Alicante; 1807) fue un político español del siglo XIX

## Reseña biográfica
Fue abogado.
En 1830 fue Fiscal del Patrimonio de S.M. en los Reales Sitios.
En 1830 fue nombrado alcalde mayor capitán de guerra.
En 1836 fue nombrado juez de primera instancia.
En 1836 fue nombrado secretario del gobierno político de la provincia de Huelva y en 1837 fue nombrado jefe político en comisión de dicha provincia. En 1840 fue jefe político titular de la provincia de Huelva.
En 1844 fue nombrado ministro fiscal de la Audiencia de Zaragoza.
En 1844 fue nombrado jefe político de la provincia de Alicante, cargo que ocupó hasta 1848.
Del 06 de noviembre de 1848 al 02 de enero de 1850 fue jefe político superior de la provincia de Zaragoza. Fue el último jefe político y el primer gobernador civil de la provincia al renombrarse el cargo en 1849.
En 1850 fue nombrado gobernador de la provincia de La Coruña.
En 1852 fue nombrado gobernador en comisión de la provincia de Murcia.
En 1852 fue nombrado gobernador en comisión de la provincia de Badajoz.